# Chazilly
Chazilly település Franciaországban, Côte-d’Or megyében. Lakosainak száma 148 fő (2022. január 1.). Chazilly Rouvres-sous-Meilly, Cussy-le-Châtel, Longecourt-lès-Culêtre, Sainte-Sabine, Meilly-sur-Rouvres és Musigny községekkel határos.

## Népesség
A település népességének változása:
| Lakosok száma | 125  | 119  | 122  | 127  | 138  | 136  | 139  | 143  | 143  | 148  |
|               | 1968 | 1982 | 1990 | 2006 | 2013 | 2015 | 2017 | 2019 | 2020 | 2022 |